# 켈린
켈린(본명: 김형규, 2001년 2월 1일 ~ )은 대한민국의 리그 오브 레전드 프로게이머로 아이디는 Kellin이다. 포지션은 서포터이다.

## 선수 생활
2018년 11월 26일 진에어 그린윙스에서 프로 커리어를 시작했다.
2020시즌을 앞두고 Gen.G에 입단했다. 스프링 시즌 초반에서는 라이프를 대신해 출전하였으나 점차 번갈아가면서 출전을 하였다. 서머 시즌에서는 라이프의 서브 선수로 활동했다. 롤드컵 2020에서는 식스맨으로 참가했다.
2021시즌을 앞두고 농심 레드포스에 입단했다. 2021 스프링 시즌 팀의 주전으로 활동하면서 팀의 포스트시즌 진출에 기여했다. 서머 시즌에서도 좋은 모습을 계속 보여주면서 팀의 포스트시즌 진출에 기여했다. 2021시즌 종료 후 팀에서 퇴단했다.
2022시즌을 앞두고 DWG KIA에 입단했다.
2024시즌을 앞두고 Dplus KIA와 재계약을 체결했다. 이후 팀에서 퇴단했다.

## 소속팀
| # | 팀명            | 소속 기간               | 소속 리그 | 비고 |
| - | --------------- | ----------------------- | --------- | ---- |
| 1 | 진에어 그린윙스 | 2018.11.26 ~ 2019.10.31 | LCK       |      |
| 2 | Gen.G           | 2019.12.10 ~ 2020.11.17 | LCK       |      |
| 3 | 농심 레드포스   | 2020.11.29 ~ 2021.11.18 | LCK       |      |
| 4 | DWG KIA         | 2021.12.01 ~ 2024.11.19 | LCK       |      |

## 수상 내역
- 우리은행 리그 오브 레전드 챔피언스 코리아 스프링 2020 준우승
- 리그 오브 레전드 월드 챔피언십 2020 8강
- 2020 LoL KeSPA컵 울산 준우승